# Trichomycterus transandianus
Trichomycterus transandianus är en fiskart som först beskrevs av Steindachner, 1915.  Trichomycterus transandianus ingår i släktet Trichomycterus och familjen Trichomycteridae. Inga underarter finns listade i Catalogue of Life.